# Миелушеј (Горж)
Миелушеј (рум. Mielușei) насеље је у Румунији у округу Горж у општини Стоина. Oпштина се налази на надморској висини од 206 m.

## Становништво
Према подацима из 2002. године у насељу је живело 78 становника, од којих су сви румунске националности.